# Thoroton
Thoroton – wieś w Anglii, w hrabstwie Nottinghamshire, w dystrykcie Rushcliffe. Leży 20 km na wschód od miasta Nottingham i 173 km na północ od Londynu. Miejscowość liczy 140 mieszkańców.